# Train touristique du centre-Var
Ne doit pas être confondu avec Ligne Central-Var.
Le train touristique du centre-Var est une ligne touristique de vingt-quatre kilomètres exploitée par une association depuis 2001 entre Carnoules et Brignoles. Ce tracé est celui de la ligne désaffectée de Carnoules à Gardanne, et comporte une seule gare intermédiaire à Sainte-Anastasie.
Fondée en 1994, l'Association du Train Touristique du Centre Var (ATTCV) est une association loi de 1901 regroupant plus d'une cinquantaine de membres dont une vingtaine participent activement à l'exploitation.

## Offre touristique
Les circulations régulières ont lieu entre Avril et Octobre. L'ATTCV propose aussi toute l'année des trains à thème ou pour des groupes sur le tronçon Carnoules les Platanes - Brignoles.

## Histoire

### Ligne Carnoules - Gardanne
La ligne Carnoules - Gardanne est une ligne de chemin de fer à voie unique et à écartement standard qui relie Carnoules (Var), sur la ligne de Marseille-Saint-Charles à Vintimille (frontière), à Gardanne (Bouches-du-Rhône), sur la ligne Lyon-Perrache - Marseille via Grenoble et Veynes.
La ligne est aujourd'hui neutralisée, c'est-à-dire entretenue mais non utilisée, sauf par des trains militaires (en liaison avec les exercices se déroulant au camp militaire de Canjuers). Elle conserve en théorie un intérêt stratégique car, dans la continuité de la ligne Rognac - Aix-en-Provence, elle réalise une liaison alternative entre l'axe Paris - Marseille et la ligne de la côte d'Azur.

### Association du Train Touristique du Centre-Var
| exCONTg |

| ENDExa |

| PARKING | PSTR(R) |  |

| BUE |

| lDAMPF | DST |  |

| eHST |

| WASSERq | WBRÜCKE1 | WASSERq |

| BUE |

| BUILDING | PSTR(R) |  |

| PARKING | STR |  |

| BUE |

|  | STR | ARCH |

| eHST |

| SKRZ-Yu |

| BUE |

| SKRZ-Yu |

| eHST |

| BUE |

|  | STR | ARCH |

| SBRÜCKE |

| BUE |

| BUE |

| PARKING | ABZgl | STR+r |

| BUILDING | PSTR(R) | PSTR(L) |

|  | ABZg+l | STRr |

|  | ENDExe |

| WASSERq | exWBRÜCKE1 | WASSERq |

| exHST |

| extSTRa |

| extSTR |

| extSTRe |

| exSKRZ-Mo |

| exPSTR(R) |

| exSKRZ-Yo |

| WASSERq | exWBRÜCKE1 | WASSERq |

| extSTRa |

| extSTRe |

| exSTR+l | exABZgr |  |

| exPSTR(R) | exPSTR(L) | PARKING |

| exENDEe | exPSTR(L) |  |

| exBUE |

| exCONTf |

| exCONTg |

| ENDExa |

| PARKING | PSTR(R) |  |

| BUE |

| lDAMPF | DST |  |

| eHST |

| WASSERq | WBRÜCKE1 | WASSERq |

| BUE |

| BUILDING | PSTR(R) |  |

| PARKING | STR |  |

| BUE |

|  | STR | ARCH |

| eHST |

| SKRZ-Yu |

| BUE |

| SKRZ-Yu |

| eHST |

| BUE |

|  | STR | ARCH |

| SBRÜCKE |

| BUE |

| BUE |

| PARKING | ABZgl | STR+r |

| BUILDING | PSTR(R) | PSTR(L) |

|  | ABZg+l | STRr |

|  | ENDExe |

| WASSERq | exWBRÜCKE1 | WASSERq |

| exHST |

| extSTRa |

| extSTR |

| extSTRe |

| exSKRZ-Mo |

| exPSTR(R) |

| exSKRZ-Yo |

| WASSERq | exWBRÜCKE1 | WASSERq |

| extSTRa |

| extSTRe |

| exSTR+l | exABZgr |  |

| exPSTR(R) | exPSTR(L) | PARKING |

| exENDEe | exPSTR(L) |  |

| exBUE |

| exCONTf |

L'Association du Train Touristique du Centre-Var (ATTCV) a été fondée en 1994 afin de faire circuler un train touristique sur un tronçon de la ligne Carnoules - Gardanne.
Les autorisations nécessaires n'ont été obtenues qu'au bout de 7 ans, et c'est seulement le 19 aout 2001 que le Picasso X-3976 a effectué ses premiers tours de roues.
L'association prévoit de prolonger l'exploitation jusqu'à Saint-Maximin-la-Sainte-Baume et de constituer une rame tractée (BB 63500 + voitures USI).

## Matériels préservés
Le matériel est garé dans les dépendances de l'ancienne gare de Besse-sur-Issole.

### Locomotive diesel
| Type     | Surnom | Constructeur             | Origine                   | État       |
| -------- | ------ | ------------------------ | ------------------------- | ---------- |
| BB 63812 |        | Brissonneau et Lotz 1962 | SNCF (mise à disposition) | En service |
| BB 64042 |        | Brissonneau et Lotz 1969 | SNCF (mise à disposition) | En service |

### Autorails diesel
| Type        | Surnom                             | Constructeur                       | Origine                   | État                                        |
| ----------- | ---------------------------------- | ---------------------------------- | ------------------------- | ------------------------------------------- |
| X 2204      |                                    | ANF Industrie 1985                 | SNCF (mise à disposition) | En service                                  |
| X 2825      | "Bleu d'Auvergne"                  | Régie Renault 1958                 | SNCF (mise à disposition) | En service                                  |
| Xr 6024     | "Remorque ANF"                     | ANF Industrie 1978-1979            | SNCF (mise à disposition) | En service (en livrée Train des Merveilles) |
| X 3976      | « Picasso »                        | Renault 1955                       | SNCF                      | Restauré : en service                       |
| X 4567      | « Caravelle »                      | Ateliers du Nord de la France 1966 | SNCF (mise à disposition) | Restauré : en service                       |
| X 4590      | « Caravelle » modernisée           | Ateliers du Nord de la France 1967 | SNCF (mise à disposition) | Restauré : Garée Bon état                   |
| X 4903/04   | "Caravelle EAT" modernisée         | Ateliers du Nord de la France 1975 | SNCF (mise à disposition) | En service                                  |
| X 4911/12   | "Caravelle EAT" modernisée         | Ateliers du Nord de la France 1975 | SNCF (mise à disposition) | En attente de remise en service             |
| X 1501-1502 | « Astrée » ex-ETG T 1511 et T 1512 | Ateliers du Nord de la France 1972 | SNCF (mise à disposition) | En état de marche                           |

### Voitures voyageurs
| Type                                                     | Surnom | Constructeur     | Origine                            | État                            |
| -------------------------------------------------------- | ------ | ---------------- | ---------------------------------- | ------------------------------- |
| Voiture B5D 2e classe avec fourgon                       |        | De Dietrich      | SNCF (mise à disposition)          | Utilisée au dépôt               |
| 3 voitures USI 2e classe                                 |        | De Dietrich      | SNCF (mise à disposition)          | En attente de remise en service |
| Voiture couchettes mixte 1re/2e classe                   |        | De Dietrich      | SNCF (mise à disposition)          | En attente de remise en service |
| Wagon-poste ambulant OCEM à essieux PA 50 87 00-17 073-3 |        | De Dietrich 1933 | réseau d'Alsace-Lorraine puis SNCF | En attente de remise en service |

### Wagons marchandises
| Type                                           | Surnom | Constructeur                      | Origine                 | État                                                    |
| ---------------------------------------------- | ------ | --------------------------------- | ----------------------- | ------------------------------------------------------- |
| Fourgon standard D/de                          |        |                                   | SNCF                    | Atelier                                                 |
| Fourgon OCEM                                   |        | 1930                              | SNCF                    | En attente de restauration                              |
| Fourgon Type A US                              |        | 1946                              | SNCF                    | Atelier                                                 |
| Fourgon G4                                     |        |                                   | SNCF                    | Atelier                                                 |
| 3 wagons-citerne 19 m3                         |        | 1930 (Allemagne)                  | Marine nationale        | Utilisés à quai                                         |
| Wagon couvert Ksuw 227995                      |        | 1914 (Ateliers Bacalan, Bordeaux) | SNCF                    | En attente de restauration, classé monument historique. |
| wagon plate-forme à bouts tombants à 2 essieux |        | 1898-1899 (Magnard et Compagnie)  | Ministère de la défense | En attente de restauration.                             |

### Matériels de manœuvre et de service
| Type                    | Surnom | Constructeur                | Origine | État                               |
| ----------------------- | ------ | --------------------------- | ------- | ---------------------------------- |
| Locotracteur Y 6424     |        | De Dietrich/Decauville 1956 | SNCF    | Utilisée pour les manœuvres        |
| engin bimode rail-route |        | Trackmobile 1971            | SNCF    | Utilisée pour les manœuvres        |
| Draisine DU 65          |        | DU 6-100                    | SNCF    | Utilisée pour les travaux en ligne |
| Draisine DU 65          |        | DU 6-068                    | SNCF    | En attente de remise en service    |

### Galerie d'images

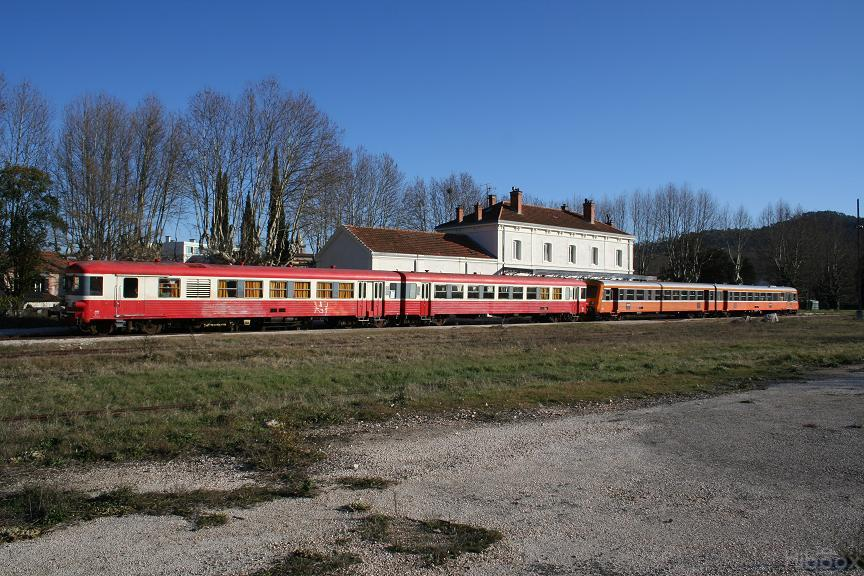
Les Caravelles X-4567 et X-4590 de l'association devant la gare de Brignoles
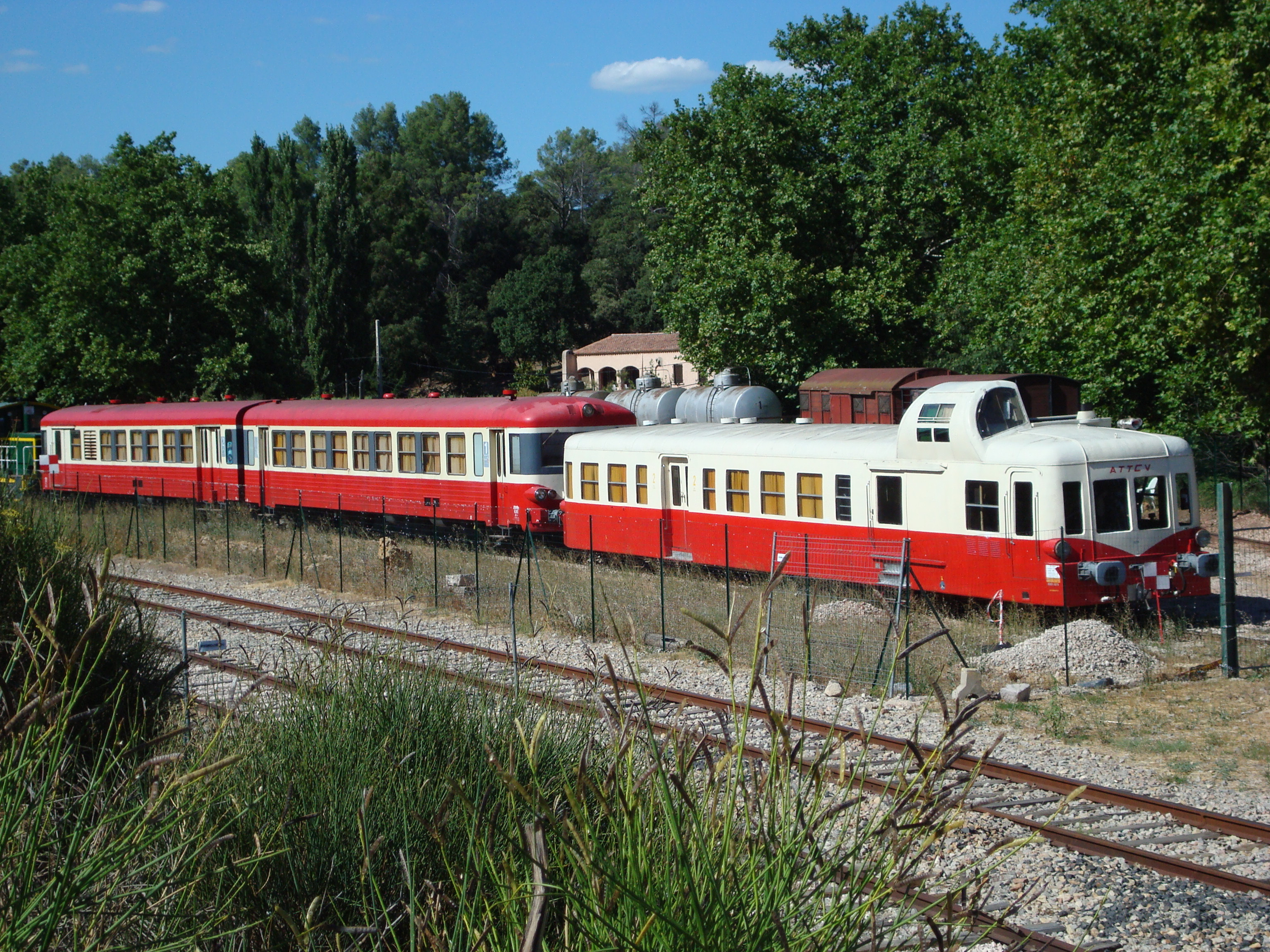
Dépôt de l'ATTCV à Besse sur Issole
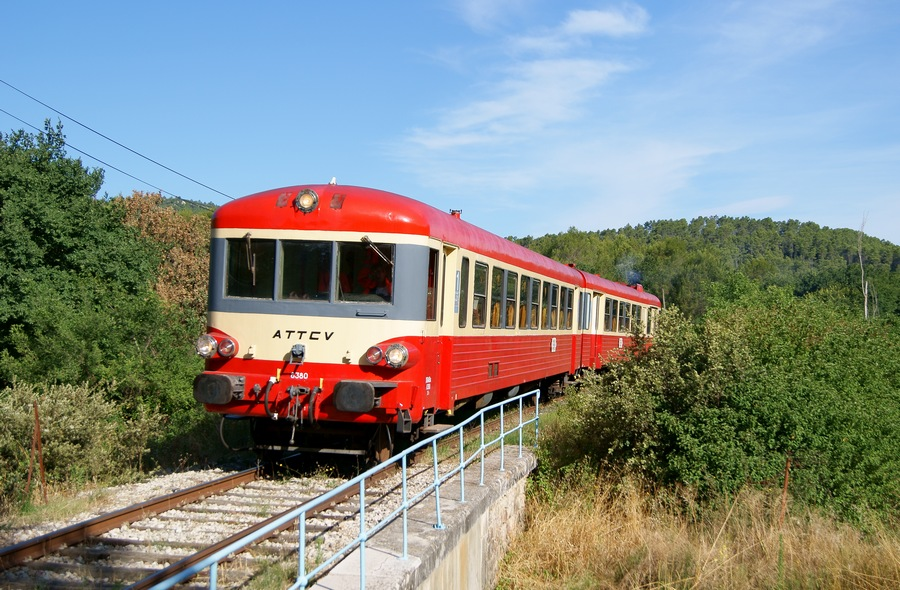
Le X 4567 de l'ATTCV rentre en gare de Carnoules les Platanes
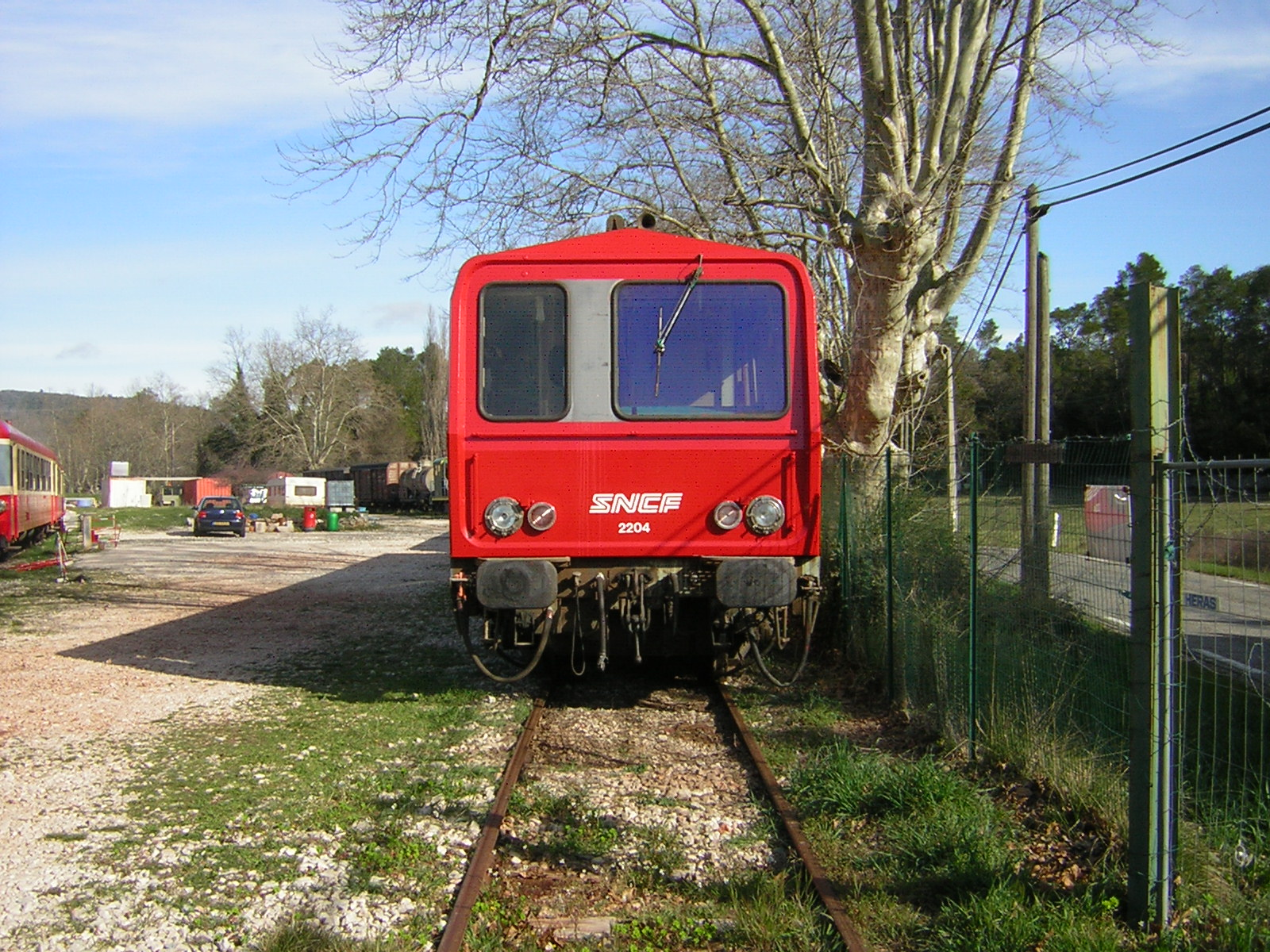
Autorail X-2204
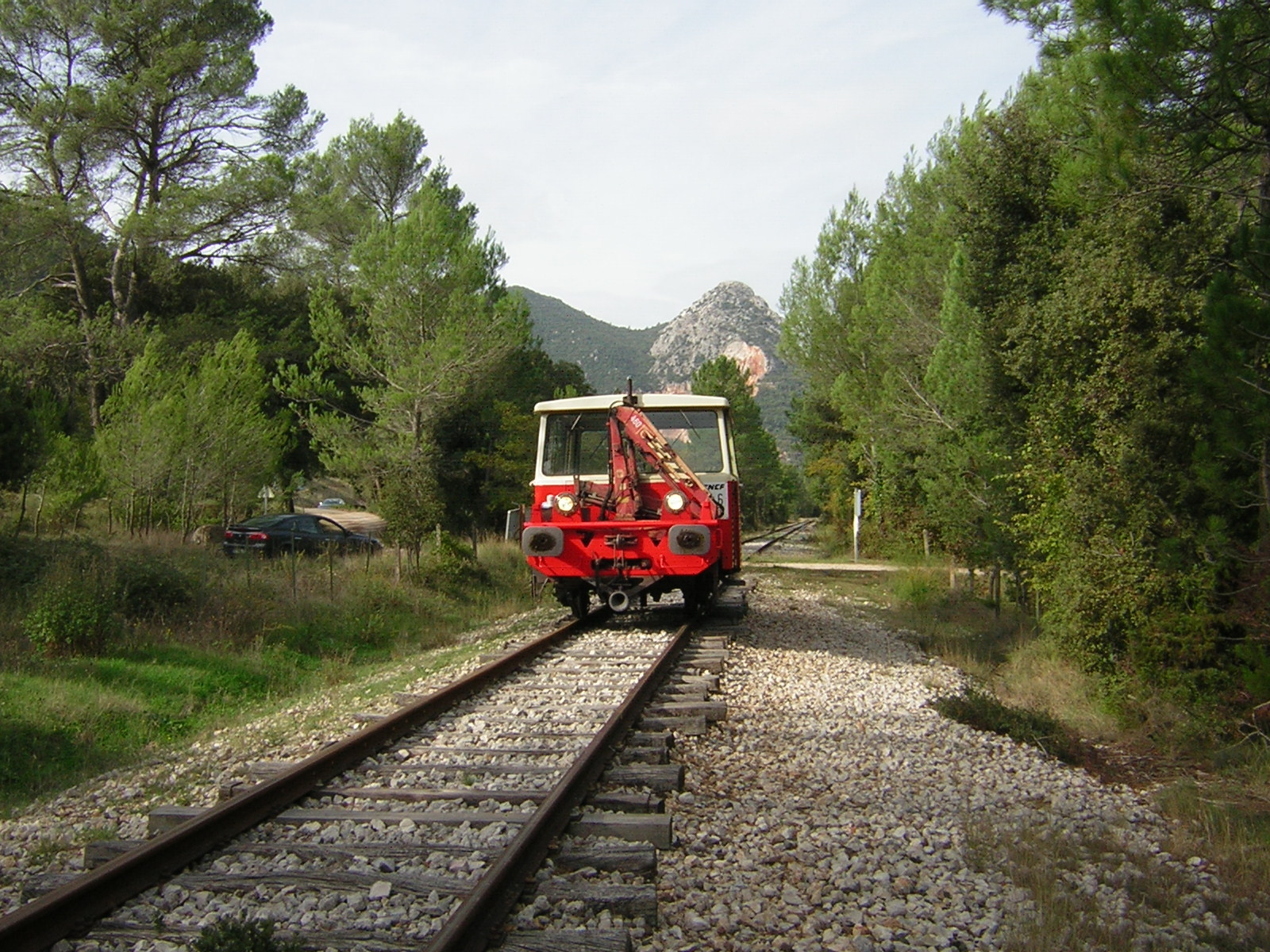
Draisine DU-65 100, de l'ATTCV
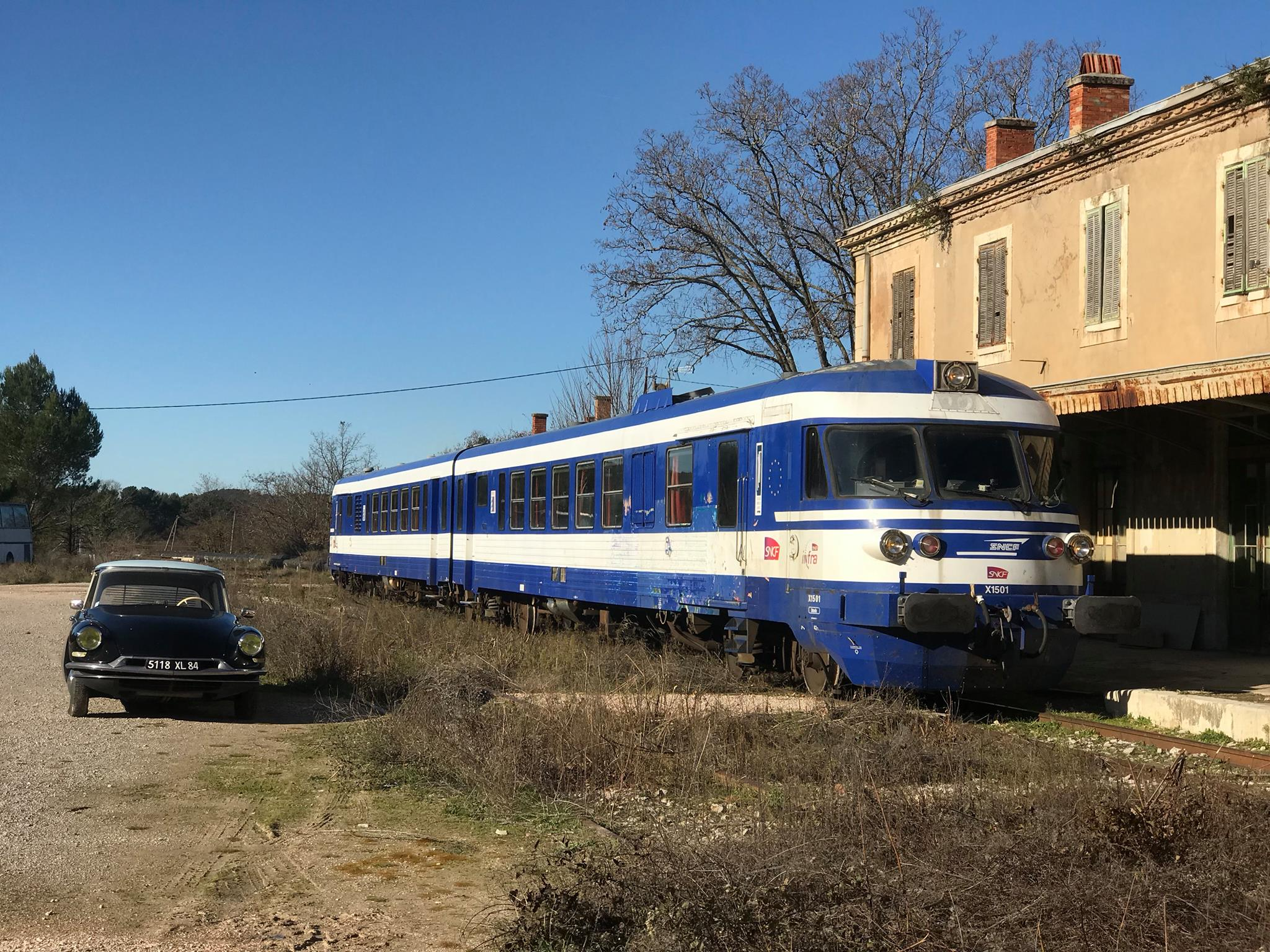
Autorail X 1501/02 en gare de La Barque-Fuveau